# Relations entre Nauru et l'Union européenne
Les relations entre Nauru et l’Union européenne reposent sur les accords ACP ainsi que l'aide au développement. 
L'Union européenne a octroyé 6 millions d'euros dans le cadre des 9e et 10e Fonds européens de développement dans le but de répondre aux besoins énergétique et de base de la population.

## Sources

## Compléments